# Lieberman in Love
Lieberman in Love est un film américain réalisé par Christine Lahti et sorti en 1995.
Il a remporté l'Oscar du meilleur court métrage en prises de vues réelles en 1996.

## Fiche technique
- Titre : Lieberman in Love
- Réalisation : Christine Lahti
- Scénario :  W.P. Kinsella (en)
- Production :  Chanticleer Films
- Musique : Stewart Levin
- Montage : Lisa Bromwell
- Durée : 39 minutes

## Distribution
- Danny Aiello : Joe Lieberman
- Christine Lahti : Shaleen
- Nancy Travis : Kate
- Allan Arbus : Elderly Man
- Lisa Banes : Woman
- Beth Grant : Linda Baker
- David Rasche : M.C. at Luau
- Nick Toth : Mike Baker

## Autour du film
L'auteur, W.P. Kinsella, n'avait pas été informé que son histoire avait été portée à l'écran, n'a pas été crédité au générique, et a découvert que le court métrage avait remporté l'Oscar en suivant la cérémonie à la télévision. Une pleine page a été publiée dans Variety à titre d'excuses.

## Distinctions
- Oscar du meilleur court métrage en prises de vues réelles en 1996